# For Barnets Skyld (film fra 1918)
 For alternative betydninger, se For Barnets Skyld. (Se også artikler, som begynder med For Barnets Skyld)
For Barnets Skyld er en dansk stumfilm fra 1918, der er instrueret af Robert Dinesen efter manuskript af Agnete von Prangen.

## Handling
Denne artikel mangler et handlingsreferat. Hjælp os med at skrive det.

## Medvirkende
- Agnete von Prangen - Lill Burnes, danserinde
- Ingeborg Spangsfeldt - Mary, Lills veninde
- Philip Bech - Lord Burkeley
- Anton de Verdier - Teggy Rawdon
- Franz Skondrup